# Calliphora fulvicoxa
Calliphora fulvicoxa är en tvåvingeart som beskrevs av Hardy 1930. Calliphora fulvicoxa ingår i släktet Calliphora och familjen spyflugor. Inga underarter finns listade i Catalogue of Life.